# Przygody Simplicissimusa

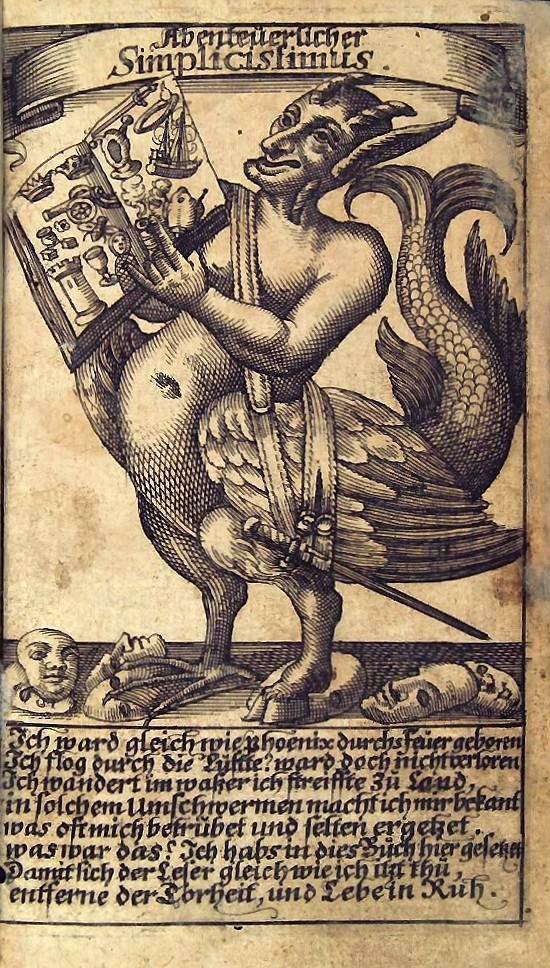
Frontyspis pierwszego wydania książki z 1669 roku.

Przygody Simplicissimusa (niem. Der Abentheuerliche Simplicissimus Teutsch) – powieść łotrzykowska autorstwa Hansa Jakoba Christoffela von Grimmelshausena napisana w 1668 roku i opublikowana rok później. 
Grimmelshausen opublikował powieść pod pseudonimem German Schleifheim von Sulsfort, co – podobnie jak nazwisko protagonisty Melchiora Sternfelsa von Fuchshaima – jest anagramem prawdziwego nazwiska autora (Christoffel von Grimmelshausen). Powieść jest zazwyczaj postrzegana jako najważniejsze siedemnastowieczne dzieło w obrębie gatunku. Jest ona również zaliczana do pierwszych powieści przygodowych z wieloma autobiograficznymi elementami, gdyż łączy ona po części drogi życiowe autora i głównego bohatera w odniesieniu do wojny trzydziestoletniej, nie spajając ich jednak w jedną całość. Dlatego Przygody Simplicissimusa nie są zaliczane do powieści z kluczem.

## Opis fabuły

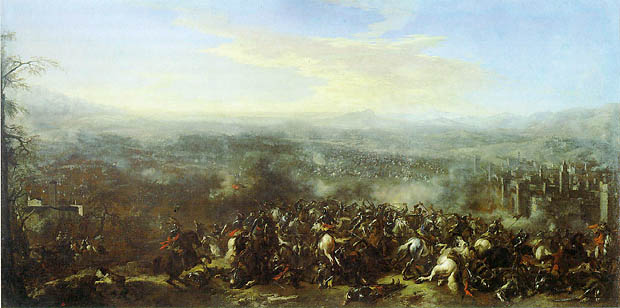
Bitwa pod Nördlingen 1634

Simplicius dorasta jako prosty pastuch -  z dala od jakiegokolwiek wykształcenia, nie znając nawet swojego własnego nazwiska – na farmie w Spessart.  Pilnując owiec, dziesięciolatek wabi grą na dudach oddział żołnierzy, który zagubił się  w lesie. Grabią oni całą farmę, torturują robotników, gwałcą kobiety, podpalają i mordują. Chłopak ucieka z farmy, podążając za radą sponiewieranej służącej i umyka do lasu. Takim sposobem zostaje rozdzielony od jego domniemanych rodziców, których nazywa „Meuder” oraz „Knan” („tak bowiem określa się rodziców  w Spessart”).  Jego ojca bohater będzie miał okazję spotkać dużo później. Po kilku dniach błąkania się po lesie, chłopca pod opiekę bierze pewien pustelnik, który nazywa Simpliciusa „prostakiem”. Uczy on go zasad chrześcijaństwa, jak również czytania i pisania.
Po dwóch latach życia na „leśnym odludziu” jego nauczyciel -  którego chłopak zaczął określać mianem ojca (nie znając jednak prawdziwej istoty znaczenia tego słowa) – oznajmia, że przyszedł już czas i że niedługo umrze. Prosi Simpliciusa, aby ten go pochował. Jeszcze pół roku pozostaje on w mieszkaniu pustelnika, a następnie postanawia  prosić pastora pobliskiej wioski o radę, co ma dalej począć. Jednak po dotarciu na miejsce zastaje on całe miejsce w zgliszczach. Przerażony okropnością świata, sam postanawia zostać pustelnikiem. Jednak jego skromne schronienie wraz z okolicami Gelnhausen zostają  najechane przez żołnierzy podczas bitwy pod Nördlingen, jego zapasy na zimę znikają bez śladu. W chatce znajduje on ostatni list pustelnika, w którym ten mu radzi opuścić las, lecz z drugiej strony udziela mu w formie jego ostatniej woli, różnych wytycznych i celów, jak dalej żyć i jakimi ścieżkami podążać. Podkreśla znaczenie poznania świata, poznania samego siebie oraz wagę stateczności. 
Przez splądrowane Gelnhausen Simplicius dociera do Hanau. Tam jest podejrzewany o szpiegostwo, zostaje jednak zwolniony za wstawiennictwem pastora. Dowiaduje się, że pustelnik, zanim zaczął żyć w lesie z dala od świata, był oficerem i szwagrem gubernatora Ramsaya. Jest to aluzja do Jackoba von Ramsaya (1589–1639), który do 1638 roku był szwedzkim komendantem w Hanau.  Simplicius zostaje gońcem gubernatora  i wkrótce okazuje się, że domniemany sierota jest tak naprawdę bratankiem gubernatora, synem jego zaginionej siostry i jego szwagra. Jednak życie na dworze różni się znacznie od tego w pustelni. Simplicius postrzega je jako zakłamane i bezbożne, doświadcza też coraz mniej zrozumienia dla jego prostoty i braku znajomości obyczajów dworskich.

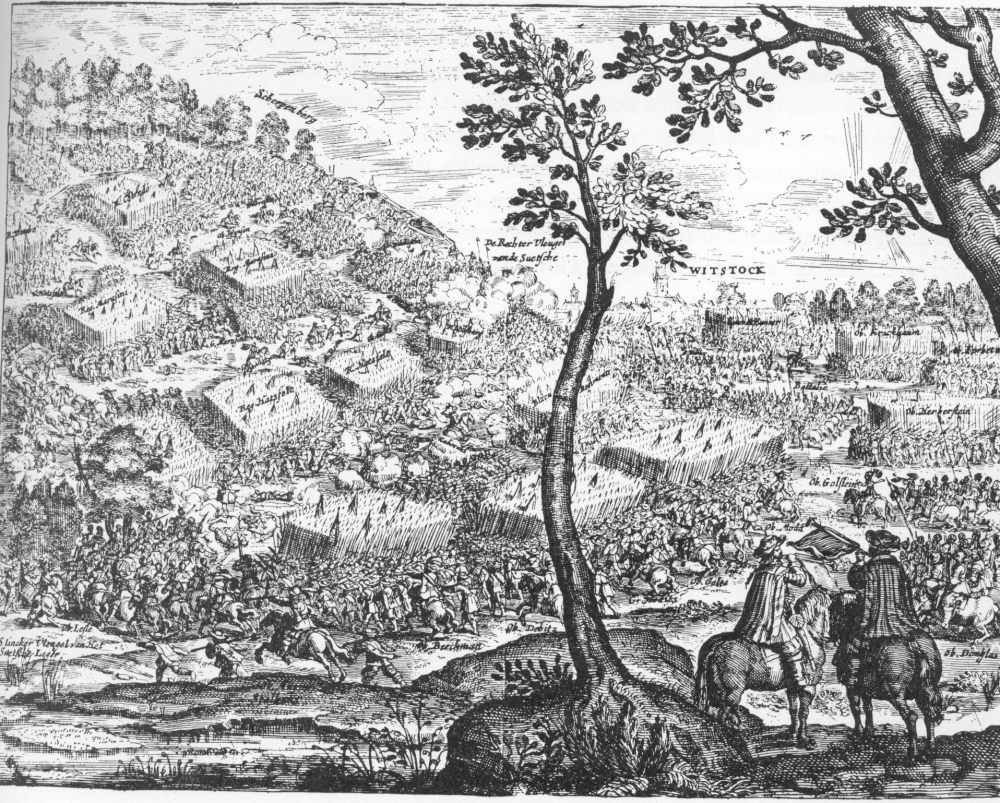
Wojna trzydziestoletnia, Bitwa pod Wittstock

Traci więc dość szybko przychylność gubernatora, a następnie przez odpowiedni proceder (ma on zostać zamknięty na wiele dni w piwnicy z zamaskowanymi czartami, a potem zmuszony do konsumpcji dużych ilości alkoholu) ma być przemianowany na błazna. Dzięki kolejnej pomocy pastora udaje mu się przeciwstawić próbie narzucenia mu owej metamorfozy. Simplicius nadal pozostaje roztropny, symuluje jedynie wyznaczoną dla niego rolę, jednak mimo to, musi (dla zachowania pozorów) nosić kostium z cielęcej skóry oraz ośle uszy. Niedługo potem zostaje aresztowany przez chorwackich żołnierzy, udaje mu się jednak uciec. Po drodze grozi mu jeszcze niebezpieczeństwo wpadnięcia w ręce szajki rabusiów, jednak i ich jest w stanie przechytrzyć. Zostaje uwikłany w epizod tańca czarownic przed bramami Magdeburga, obleganego od 1636 roku przez wojska cesarskie i saksońskie. Tam zostaje błaznem cesarskiego pułkownika i zaprzyjaźnia się szybko z przydzielonym do niego ochmistrzem Urlichem Hertzbruderem, jak i z jego synem, noszącym to samo imię i nazwisko. 
W czasie bitwy pod Wittstock ucieka z pomocą młodego Urlicha, który rychło przechodzi na stronę szwedzką, walcząc i wspierając Szwedów na polu bitwy. Niesiony ogromną ambicją i zarozumiałością zostaje aresztowany,  Simplicius natomiast ratuje się jako służący dragona w klasztorze „Paradeiß” w pobliżu miejscowości Soest. Gdy jego pan umiera, sam zostaje szeregowym, żyje początkowo jako obrońca i żołnierz na zlecenie w żeńskim klasztorze i staje się sławny i bogaty jako „łowca z Soest”. Popełnia przestępstwo za przestępstwem, jednak zawsze uchodzi mu to na sucho,  kolekcjonuje on przy tym liczne łupy.
Sława jego osoby prowadzi do tego, że w sąsiednim mieście „łowca z Werl” przywłaszcza sobie jego schematy i podąża jego przykładem. „Łowca z Soest” powstrzymuje go jednak dość szybko, wyczekując go w nocy i grożąc mu śmiercią, jeśliby ten miał jeszcze raz wybierać się na eskapady łowieckie. Z jego pyszałkowatym stylem bycia, wyzywa on dwóch żołnierzy na pojedynek, z którego wychodzi zwycięską ręką.  Ponieważ jednak pojedynki  w wojsku są zabronione pod groźbą kary śmierci, zostaje  aresztowany, udaje mu się jednak wynegocjować wolność, oferując generałowi listę z instruktażem, jak zająć oblegane miasto bez rozlewu krwi. 
Po zwolnieniu przetrwania on cały majątek i zakochuje się w córce pułkownika. Krótko potem wybiera się przez Kolonię do Paryża. Tam robi karierę jako śpiewak operowy, zarabiając sporo pieniędzy. Zostają mu one jednak zrabowane kilka dni później, gdy poważnie choruje. Wraca szybko do zdrowia i pieniędzy, zarabiając jako znachor, lecz zaraz potem zostaje zmuszony przez muszkieterów do służby wojennej. 
Podczas manewrów szpiegowskich na Renie, przewraca się statek, na którym się znajduje i omal nie tonie, zostaje jednak w ostatniej chwili ocalony. Ucieka do Oberhausen-Rheinhausen, lecz wkrótce ponownie jest już zaciągnięty do wojska, uwięziony przez wroga i napadnięty przez rabusiów. Następnie spotyka w knajpie w swojego bliskiego przyjaciela Urlicha. Postanawiają wybrać się na pielgrzymkę do Einsiedeln i odpokutować grzechy. Simplicius nie przejawia jednak dużego zapału i idzie niechętnie. 
Koniec końców zgłasza się ponownie do służby wojennej. Dowiaduje się o blisko położonym jeziorze Mummelsee i wędruje tam rzucając bez celu kamieniami, przez co pojawia się król duchów wodnych. Ofiarowuje mu kamień, który wydziela wodę leczniczą, jeśli się go położy na ziemi. Simplicius nosi się z zamiarem założenia miejscowości leczniczej, pozostawia jednak omyłkowo kamień na ziemi podczas lunatykowania. Rozdrażniony, że znowu przepuścił spory majątek, idzie na farmę, gdzie studiuje różne rodzaje sztuk. 
Gdy jesienią na jego farmę przybywają wojska, zostaje ponownie aresztowany. Przez nie dociera do Moskwy, gdzie robi karierę jako badacz. Pokazuje carowi jak wytwarzać proch. Za to zostaje zwolniony. W czasie podróży przeżywa niezliczone przygody w Japonii, Makau, Egipcie, Konstantynopolu i Rzymie. Zostaje złapany przez piratów i sprzedany jako galernik. Ostatecznie udaje mu się powrócić do domu.
W czasie spaceru Simplicius znajduje kamień z malowidłem. Gdy go dotyka, ten przemienia się w różne rzeczy i zwierzęta, aż w końcu umyka z niego ptak. Interpretuje to jako znak od Boga i zamierza wybrać się z pielgrzymką do Santiago de Compostela w Hiszpanii. Jednak statek, na pokładzie którego się znajduje, ponownie się wywraca, a Simplicius ratuje się razem z cieślą okrętowym. Na lądzie znajdują owoce, drób i wodę. Gdy cieśla zapija się na śmierć winem palmowym, Simplicius znowu zostaje pustelnikiem i postanawia zapisać dzieje swojego życia. Gdy przypadkowo wiele lat później obok wyspy przepływa holenderski statek, przekazuje on jego sprawozdanie kapitanowi. Notatka końcowa kapitana tworzy ostatni rozdział książki.
W opowiadaniu Grimmelshausena pt: Springinsfeld, które dzieje się po wydarzeniach z Przygód Simplicissimusa – bohater powraca ponownie. Jak zdołał wrócić z wyspy nie zostało jednak wyjaśnione.

## Przyporządkowanie gatunkowe
Przyporządkowanie Przygód Simplicissimusa do powieści łotrzykowskiej jest często kwestią sporną. Zarówno budowa, jak i funkcja utworu, która była akcentowana w wielu pismach Grimmelshausena, wykazują również paralele do powieści o podbudowie chrześcijańskiej. Tym samym dzieło dystansuje się częściowo od takich powieści łotrzykowskich jak Dyl Sowizdrzał. Powszechnie uważa się także, że szóstą księgę można poprawnie zinterpretować tylko posługując się wykładnią literalną, alegoryczną, moralną i anagogiczną. Między alegoriami i symbolami Grimmelshausena można znaleźć podług takiego sposobu analizy przesłania nie tylko łotrzykowskie, lecz społeczno i wojenno krytyczne (choć wszystkie te elementy nie wykluczają się wzajemnie). Takie interpretacje odwołują się często do przenośni Grimmelshausena, podług której, wpierw należy osłodzić sobie gorzką pigułkę, nim się ją połknie.

## Opera
Karl Amadeus Hartmann (1905-1963) napisał w latach 30. antywojenną operę Simplicius Simplicissimus dla orkiestry symfonicznej, z wkładem do libretto jego nauczyciela Hermanna Scherchena. Zaczyna się ona od słów:
"W roku pańskim 1618, w Niemczech żyło 12 milionów ludzi. Potem przyszła wielka wojna…W roku pańskim 1648 tylko 4 miliony ludzi wciąż żyło w Niemczech". 
Opera została zaprezentowana po raz pierwszy w 1948 roku, dzięki Hartmannowi została w 1956 roku zagrana z pełną orkiestrą. Ponownie powołana do życia została w 2004 roku przez operę Stuttgart State Opera.

## Tygodnik satyryczny
Nazwa Simplicissimus, wzięta od powyższego tytułu książki, była również tytułem niemieckiego satyrycznego magazynu, zapoczątkowanego przez Alberta Langena w kwietniu 1896 roku i publikowanego do 1944.

## Polskie wydania
- Przygody Simplicissimusa - Biblioteka Arcydzieł, wydawca - Państwowy Instytut Wydawniczy. Rok wydania 1958. Stron 656.
- Przygody Simplicissimusa, wydawca Państwowy Instytut Wydawniczy. Rok wydania 2024. Stron 718.

## Serial
Ekranizacją powieści jest 4-odcinkowy serial telewizji ZDF Des Christoffel von Grimmelshausen abenteuerlicher Simplizissimus z 1975 roku w reżyserii Fritza Umgeltera (łączna długość 6 godzin). Simplicissimusa/Simplexa zagrał Matthias Habich.

## Podobne
Przygody Simplicissimusa stały się tak popularne, że znalazły swoich autorów w innych krajach Europy. Powstał Simplicissimus francuski, angielski, turecki, ale najlepszym okazał się Simplicissimus węgierski wydany w roku 1683. Jego autor pozostawał jednak anonimowy, dopiero wiele lat później okazało się, że jest nim urodzony we Wrocławiu Daniel Speer.

## Literatura
- Aylett, R. P. T.: The nature of realism in Grimmelshausen's Simplicissimus, cycle of novels. Bern 1982.
- Breuer, Dieter: Grimmelshausen-Handbuch. Fink/UTB, München 1999. ISBN 3-8252-8182-5
- Koeman, Jakob: Die Grimmelshausen-Rezeption in der fiktionalen Literatur der deutschen Romantik. Amsterdam 1993.
- Meid, Volker: Grimmelshausen: Epoche - Werk - Wirkung. München 1984.
- Parzefall, Edith: Das Fortwirken des Simplicissimus von Grimmelshausen in der deutschen Literatur. Berlin 2001. ISBN 3-89722-638-3